# 32-я стрелковая дивизия (2-го формирования)
32-я стрелковая дивизия — воинское соединение Вооружённых Сил СССР в Великой Отечественной войне.

## Боевой путь
Дивизия начала формироваться 16 июня 1942 года в Муроме. Дислоцировалась в районе села Борисоглебск Горьковской области. Формирование дивизии было закончено 30 августа 1942 года.
В действующей армии: с 01.10.1942 по 16.02.1944 и с 29.05.1944 по 09.05.1945.
С 12.10.1942 заняла оборонительные рубежи северо-восточнее города Демидов.
09-10.01.1943 переброшена в район юго-восточнее окружённых Великих Лук, приняла участие в боях в районе железной дороги Новосокольники — Великие Луки по оттеснению группировки противника, пытающейся прорвать кольцо окружения, затем вплоть до августа 1943 года вела бои на занимаемых рубежах. В августе 1943 года дивизия передана в 39-ю армию и в ходе Духовщинско-Демидовской операции наступала на Духовщину затем на Касплю, вышла к концу сентября 1943 к Рудне, дальше продвинуться не смогла, несмотря на многочисленные попытки. В январе-феврале 1944 года ведёт практически безуспешные наступательные бои на витебском направлении и в феврале 1944 года была сменена частями 222-й стрелковой дивизии и отведена в резерв.
Вновь на фронт поступила 29.05.1944 в преддверии Белорусской операции, заняла позиции в районе города Шклов.
С 23.06.1944 года принимает участие в Белорусской стратегической наступательной операции (Могилёвская операция), наступая в общем направлении на Могилёв прорвала оборону противника, форсировала реку Проня, 25.06.1944 года форсирует Днепр у города Шклов. Затем наступала в общем направлении на Минск, форсировала с боями реки Друть, Березину. Участвовала в ликвидации окружённой минской группировки врага до 12.07.1944 затем была переброшена в Литву, наступала в ходе Каунасской операции, приняла участие в освобождении городов Алитус, Мариямполе, Вилкавишкис, Бирштонас, Пренай, после чего отражает контрудары вражеских войск.
Затем участвовала в Рижской операции, наступала на Ригу из района Бауска. 22 сентября 1944 года Указом Президиума Верховного Совета СССР за образцовое выполнение заданий командования в боях с немецкими захватчиками при прорыве обороны противника юго-восточнее города Рига и проявленные при этом доблесть и мужество дивизия награждена Орденом Суворова II степени.
К концу сентября 1944 остановлена на подступах к городу, после чего в составе армии переброшена под Шяуляй, откуда возобновила наступление уже на Мемельском направлении с 28.09.1944, с боями вышла к берегу Балтийского моря.
В ходе наступательной операции по разгрому группировки противника в районе Клайпеды в январе 1945 года дивизия участвовала в штурме Мемеля 28 января 1945 года. Затем получила задачу скрытно форсировать Куршский залив, занять Куршскую косу и очистить её от врага. Задача была выполнена. Дивизия полностью выбила немцев с косы и соединилась с войсками фронта севернее Кёнигсберга.
Закончила войну, блокируя Курляндскую группировку войск противника.

## Полное название
32-я стрелковая Верхнеднепровская Краснознамённая ордена Суворова дивизия

## Подчинение
| Дата            | Фронт (округ)                                  | Армия               | Корпус                            | Примечания |
| --------------- | ---------------------------------------------- | ------------------- | --------------------------------- | ---------- |
| 01.07.1942 года | Резерв Ставки ВГК                              | 9-я резервная армия | -                                 | -          |
| 01.08.1942 года | Резерв Ставки ВГК                              | 9-я резервная армия | -                                 | -          |
| 01.09.1942 года | Резерв Ставки ВГК                              | -                   | -                                 | -          |
| 01.10.1942 года | Калининский фронт                              | 43-я армия          | -                                 | -          |
| 01.11.1942 года | Калининский фронт                              | 43-я армия          | -                                 | -          |
| 01.12.1942 года | Калининский фронт                              | 43-я армия          | -                                 | -          |
| 01.01.1943 года | Калининский фронт                              | 43-я армия          | -                                 | -          |
| 01.02.1943 года | Калининский фронт                              | 3-я ударная армия   | -                                 | -          |
| 01.03.1943 года | Калининский фронт                              | 3-я ударная армия   | -                                 | -          |
| 01.04.1943 года | Калининский фронт                              | 3-я ударная армия   | -                                 | -          |
| 01.05.1943 года | Калининский фронт                              | 3-я ударная армия   | -                                 | -          |
| 01.06.1943 года | Калининский фронт                              | 3-я ударная армия   | -                                 | -          |
| 01.07.1943 года | Калининский фронт                              | 3-я ударная армия   | 5-й гвардейский стрелковый корпус | -          |
| 01.08.1943 года | Калининский фронт                              | 3-я ударная армия   | -                                 | -          |
| 01.09.1943 года | Калининский фронт                              | 39-я армия          | 83-й стрелковый корпус            | -          |
| 01.10.1943 года | Калининский фронт                              | 39-я армия          | -                                 | -          |
| 01.11.1943 года | 1-й Прибалтийский фронт                        | 39-я армия          | -                                 | -          |
| 01.12.1943 года | 1-й Прибалтийский фронт                        | 39-я армия          | -                                 | -          |
| 01.01.1944 года | Западный фронт                                 | 33-я армия          | 45-й стрелковый корпус            | -          |
| 01.02.1944 года | Западный фронт                                 | 39-я армия          | 84-й стрелковый корпус            | -          |
| 01.03.1944 года | Резерв Ставки ВГК                              | 20-я армия          | 81-й стрелковый корпус            | -          |
| 01.04.1944 года | Резерв Ставки ВГК                              | 20-я армия          | 81-й стрелковый корпус            | -          |
| 01.05.1944 года | Резерв Ставки ВГК                              | -                   | 81-й стрелковый корпус            | -          |
| 01.06.1944 года | 2-й Белорусский фронт                          | -                   | 81-й стрелковый корпус            | -          |
| 01.07.1944 года | 2-й Белорусский фронт                          | 49-я армия          | 81-й стрелковый корпус            | -          |
| 01.08.1944 года | 3-й Белорусский фронт                          | 50-я армия          | 19-й стрелковый корпус            | -          |
| 01.09.1944 года | 1-й Прибалтийский фронт                        | -                   | 19-й стрелковый корпус            | -          |
| 01.10.1944 года | 1-й Прибалтийский фронт                        | 43-я армия          | 19-й стрелковый корпус            | -          |
| 01.11.1944 года | 1-й Прибалтийский фронт                        | 43-я армия          | 19-й стрелковый корпус            | -          |
| 01.12.1944 года | 1-й Прибалтийский фронт                        | 43-я армия          | 19-й стрелковый корпус            | -          |
| 01.01.1945 года | 1-й Прибалтийский фронт                        | 43-я армия          | 19-й стрелковый корпус            | -          |
| 01.02.1945 года | 1-й Прибалтийский фронт                        | 4-я ударная армия   | 19-й стрелковый корпус            | -          |
| 01.03.1945 года | 1-й Прибалтийский фронт                        | 4-я ударная армия   | 19-й стрелковый корпус            | -          |
| 01.04.1945 года | 1-й Прибалтийский фронт                        | 4-я ударная армия   | 19-й стрелковый корпус            | -          |
| 01.05.1945 года | Ленинградский фронт (Курляндская группа войск) | 4-я ударная армия   | -                                 | -          |

## Состав
- 17-й стрелковый полк
- 113-й стрелковый полк
- 322-й стрелковый полк
- 133-й артиллерийский полк
- 65-й отдельный истребительно-противотанковый дивизион
- 268-я отдельная зенитная батарея
- Отдельный учебный батальон
- 12-я отдельная разведывательная рота
- 30-й отдельный сапёрный батальон
- 150-й отдельный батальон связи (354-я отдельная рота связи)
- 4-й медико-санитарный батальон
- 2-я отдельная рота химический защиты
- 443-я отдельная автотранспортная рота
- 133-я полевая хлебопекарня
- 44-й дивизионный ветеринарный лазарет
- 1879-я полевая почтовая станция
- 445-я полевая касса Госбанка

Периоды вхождения в состав Действующей армии:
- 1 октября 1942 года — 16 февраля 1944 года;
- 29 мая 1944 года — 9 мая 1945 года.

Перечень № 5 Стрелковых, горнострелковых, мотострелковых и моторизованных дивизий, входивших в состав действующей армии в годы Великой Отечественной войны 1941—1945 гг. / А. П. Покровский. — М.: Министерство обороны, 1956. — 218 с.

## Командование

### Командиры
- Безуглый, Иван Семёнович (16.06.1942 — 16.01.1943), полковник
- Дрёмов, Иван Фёдорович (17.01.1943 — 03.02.1943), подполковник
- Куталев, Гавриил Антонович (07.02.1943 — 08.06.1943), полковник
- Черняк, Степан Иванович (09.06.1943 — 24.08.1943), полковник
- Родионов, Александр Борисович (25.08.1943 — 12.10.1943), полковник
- Столяров, Яков Романович (13.10.1943 — 21.12.1943), полковник
- Штейгер, Пётр Карлович (22.12.1943 — 24.07.1944), полковник
- Белов, Александр Сергеевич (26.07.1944 — 10.09.1944), полковник
- Вербов, Яков Яковлевич (11.09.1944 — ??.02.1946), полковник, с 20.04.1945 генерал-майор

### Начальники штаба
- Кулешов, Василий Иванович (??.12.1945 — ??.02.1946), полковник.

## Награды и наименования
| Награда (наименование)                    | Дата                 | За что награждена |
| ----------------------------------------- | -------------------- | --- |
| Орден Красного Знамени                    | 10 июля 1944 года    | награждена указом Президиума Верховного Совета СССР от 10 июля 1944 года за образцовое выполнение заданий командования в боях при форсировании рек Проня и Днепр, прорыв сильно укреплённой обороны немцев, а также за овладение городами Могилёв, Шклов и Быхов, проявленные при этом доблесть и мужество. |
| Почетное наименование «Верхнеднепровская» | 10 июля 1944 года    | присвоено приказом Верховного Главнокомандующего № 0189 от 10 июля 1944 года за отличие в боях с немецкими захватчиками |
| Орден Суворова II степени                 | 22 октября 1944 года | награждена указом Президиума Верховного Совета СССР от 22 октября 1944 года за образцовое выполнение заданий командования в боях с немецкими захватчиками при прорыве обороны противника юго-восточнее города Рига и проявленные при этом доблесть и мужество                                               |

## Отличившиеся воины дивизии
- Белинский, Ефим Семёнович (1925—1944), командир разведвзвода 133-го артиллерийского полка, лейтенант. Герой Советского Союза (посмертно). Звание присвоено за бои в предместье Мемеля в декабре 1944 года (грудью закрыл амбразуру пулемёта, дав возможность разведчикам вырваться из кольца и выполнить задание командования)
- Владысев, Василий Георгиевич (1923—1945) комсорг батальона 113-го стрелкового полка, младший лейтенант. Герой Советского Союза (посмертно). Звание присвоено 19.04.1945 года за бои на косе Курише-Нерунг.
- Катарин, Геннадий Иванович (1925—1944), Командир стрелкового отделения 322-го стрелкового полка старший сержант. Герой Советского Союза (посмертно). Звание присвоено 24.03.1945 года, за бои 22.06.1944 года на реке Проня, 25.06.1944 года при форсировании Днепра.
- Коньков, Василий Андреевич (1915—?) наводчик станкового пулемёта 322-го стрелкового полка, рядовой. Герой Советского Союза (посмертно). Звание присвоено 24.03.1945 года, за бои (23.06.1944 — 31.06.1944), лишён звания 26.04.1949.
- Кулик, Александр Павлович (1908—1945), парторг батальона 113-го стрелкового полка, лейтенант. Герой Советского Союза (посмертно). Звание присвоено 19.04.1945 года, за бои 29.01.1945 года на Куршской косе (Куршский залив).
- Лапушкин, Иосиф Александрович (1902—1945), командир стрелковой роты 113-го стрелкового полка, младший лейтенант. Герой Советского Союза (посмертно). Звание присвоено 19.04.1945 года, за бои 29.01.1945 года на Куршской косе (Куршский залив) (форсировал залив, занял укрепления, погиб в рукопашной)
- Ларин, Михаил Фёдорович (1911—1945), командир пулемётного взвода 113-го стрелкового полка, лейтенант. Герой Советского Союза (посмертно). Звание присвоено 19.04.1945 года, за бои 29.01.1945 года на Куршской косе (Куршский залив) (форсировал залив, дважды ранен, не покинул поля боя, погиб от третьего ранения)
- Полозков, Иван Васильевич (1916—1945), командир роты 113-го стрелкового полка, капитан. Герой Советского Союза (посмертно). Звание присвоено 19.04.1945 года за бои 29.01.1945 года на Куршской косе
- Портянко, Андрей Антонович (1906—1945), пулемётчик 113-го стрелкового полка, младший сержант. Герой Советского Союза (посмертно). Звание присвоено 19.04.1945 года, за бои 29.01.1945 года на Куршской косе (Куршский залив).
- Сергеев Леонид Александрович, командир отделения 322-го стрелкового полка, сержант. Герой Советского Союза. Звание присвоено 24.03.1945 года, за бои 22.06.1944 года на реке Проня, 25.06.1944 года при форсировании Днепра.
- Фомин, Василий Матвеевич, командир пулемётной роты 113-го стрелкового полка, капитан. Герой Советского Союза (посмертно). Звание присвоено 19.04.1945 года, за бои 29.01.1945 года на Куршской косе (Куршский залив).